# حمله قاضی (فیلم)
حمله قاضی (به هندی: The Ghazi Attack) فیلمی محصول سال ۲۰۱۳ و به کارگردانی سانکالاپ ردی است. در این فیلم بازیگرانی همچون رانا داگوباتی، آتول کولکارانی، کی کی منون، تاپسی پانو، راهول سینگ، ساتیاداو کانچارانا ایفای نقش کرده‌اند.